# Olympique Star
El Olympique Star es un equipo de fútbol de Burundi que juega en la Primera División de Burundi, la máxima categoría de fútbol en el país.

## Historia
Fue fundado en el año 1997 en la ciudad de Muyinga y consiguió ganar la copa de Burundi en la temporada 2016/17 al vencer a Le Messager FC de Ngozi en la final 2-1 en tiempo extra con gol de Slim Saidi en el minuto 98.
Clasificó a la Copa Confederación de la CAF 2018, la que es su primera aparición en un torneo internacional, donde fue eliminado en la primera ronda por el Al-Hilal Al-Ubayyid de Sudán.

## Palmarés
- Segunda División de Burundi: 1

2013/14
- Copa de Burundi: 1

2016/17
- Copa Presidente de Burundi: 1

2017

## Participación en competiciones de la CAF
| Temporada | Torneo                       | Ronda      | Club                | Casa | Visita | Global |
| --------- | ---------------------------- | ---------- | ------------------- | ---- | ------ | ------ |
| 2018      | Copa Confederación de la CAF | Preliminar | Etoile Filante      | 0-0  | 1-0    | 1-0    |
| 2018      | Copa Confederación de la CAF | 1          | Al-Hilal Al-Ubayyid | 0-0  | 0-6    | 0-6    |